# Robert Scottstraat
De Robert Scottstraat is een straat in Amsterdam-West in de naar hem genoemde Robert Scottbuurt.

## Ligging en geschiedenis
De straat begint aan de Jan van Galenstraat en loopt vervolgens noordwaarts richting de Erasmusgracht. De straat kreeg per raadsbesluit op 26 juli 1939 haar naam, een vernoeming naar poolreiziger Robert Scott. Het zou nog tien jaar duren voordat er gebouwd kon worden in de periode van wederopbouw na Tweede Wereldoorlog.
De straat met knik is vrij nauw, dus plaats voor kunst in de openbare ruimte is er niet, noch is de straat geschikt voor openbaar vervoer. Wel is in de zijgevel van het blok 38-52 een gevelornament te vinden onder de titel Vrede zij dezen huizen uit 1949 (bouwjaar); twee engelen dragen een huis met daarboven een vredesduif.   

## Gebouwen
Oneven huisnummers lopen op van 1 tot en met 19; even huisnummers van 2 tot 52. Het verschil wordt veroorzaakt door een open ruimte aan westkant van de straat. Die open ruimte ligt er al sinds de aanleg van de straat, maar kreeg in 2015 pas een eigen naam Robert Scottplein. Bovendien heeft de zuidwestpunt van de Robert Scottstraat adressen gekregen aan het Fridtjof Nansenhof. Voor wat betreft architectuur is er aan de straat weinig vernieuwends te vinden; er is bijvoorbeeld strokenbouw naar ontwerp van Johannes Martinus van Hardeveld (Robert Scottstraat 11-17) en Lau Peters (Robert Scottstraat 2 tot 22 en 38-52). Van geheel andere orde zijn twee gemeentelijk monumenten: enerzijds Robert Scottstraat 28-34 van architecten Karel Petrus Tholens en Louis Jean George Marie van Steenhardt Carré en anderzijds Robert Scottstraat 7 eveneens ontworpen door Tholens, maar dan met Gerard Holt.   

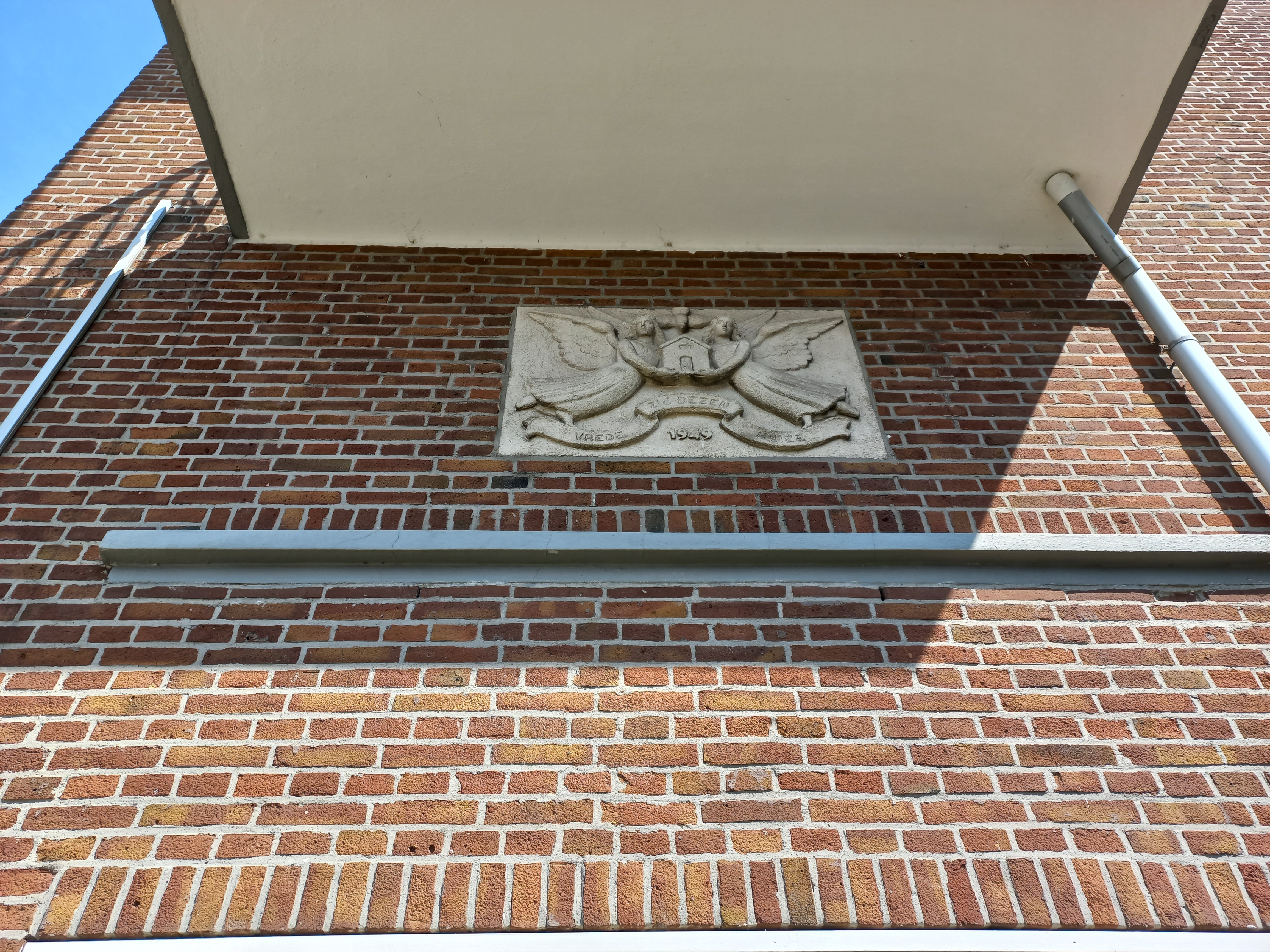
Gevelsteen op nr. 36 (juli 2022)